# Steven Hawley
Steven Alan Hawley, född 12 december 1951 i Ottawa, Kansas, är en amerikansk astronaut uttagen i astronautgrupp 8 den 16 januari 1978.

## Biografi
Hawley fick sin grundutbildning i  Salina i Kansas och blev  bachelor of arts i fysik och astronomi med högsta betyg vid University of Kansas år 1973. Han doktorerade i astronomi och astrofysik vid University of California år 1977.
Hawley var forskningsassistent vid U.S. Naval Observatory i Washington, D.C. under sommarlovet 1972 och på Green Bank-observatoriet i West Virginia under somrarna 1973 och 1974. Innan han utsågs till astronaut arbetade han som forskare vid Cerro Tololos interamerikanska observatorium i   Atacamaöknen i Chile.
Han var gift med USA:s första kvinnliga astronaut Sally Ride 1982–1987.

## Rymdfärder
- STS-41-D
- STS-61-C
- STS-31
- STS-82
- STS-93